# Schönberg (Schleswig-Holstein)
Schönberg è un comune di 1 444 abitanti abitanti dello Schleswig-Holstein, in Germania.
Appartiene al circondario (Kreis) del Ducato di Lauenburg (targa RZ) ed è parte della comunità amministrativa (Amt) di Sandesneben-Nusse.